# Middle Tempo Magic
Middle Tempo Magic（ミドル・テンポ・マジック）は、安藤裕子が2004年9月8日にリリースした3枚目のアルバム。

## 解説
フルアルバムとしては1枚目となる作品。先に発表していた2枚のミニアルバムと一部内容が重複したため、商業的には成功したとは言えない。

## 収録曲
1. ロマンチック
(作詞・作曲:安藤裕子　編曲:山本隆二)
2. 悲しみにこんにちは
(作詞・作曲:安藤裕子　編曲:山本隆二)
3. サリー
(作詞:安藤裕子　作曲:安藤裕子 / 山本隆二　編曲:山本隆二)
4. BABY BABY BABY.
(作詞:安藤裕子　作曲:高桑圭　編曲:山本隆二)
5. 黒い車
(作詞・作曲:安藤裕子　編曲:山本隆二)
6. slow tempo magic
(作詞:安藤裕子　作曲:白根賢一　編曲:山本隆二)
7. 水色の調べ
(作詞:安藤裕子　作曲:宮川弾　編曲:山本隆二)
1stシングル。
8. 忘れものの森
(作詞・作曲:安藤裕子　編曲:山本隆二)
9. 眠りの家
(作詞・作曲:安藤裕子　編曲:山本隆二)
10. ドラマチックレコード
(作詞:安藤裕子　作曲:宮川弾　編曲:山本隆二)
11. 隣人に光が差すとき
(作詞・作曲:安藤裕子　編曲:山本隆二)
12. 聖者の行進
(作詞・作曲:安藤裕子　編曲:山本隆二)